# Xcon
R1（后来被称为XCON，eXpert CONfigurer的所写，意为专家设置）程序是基于生产规则的系统，由卡内基梅隆大学的John P. McDermott在1978年用OPS5开发。其目的是按照用户的需求，帮助DEC为VAX型计算机系统自动选择组件。XCON的开发继承了两个之前用FORTRAN语言和BASIC语言未成功的尝试完成了一个专家系统。
在1980年，XCON最初被用于DEC位于新罕布什尔州萨利姆的工厂。最终它有了大约2500条规则。截止至1986年，它一共处理了80,000条指令，准确率达到95-98%。据估计，通过减少当技师出错时送给客户的组件、加速组装流程、和增加客户满意度，它每年为DEC节省了两千五百万美元。
在使用XCON之前，当从DEC订购VAX时，电缆、接头、和很多软件要单独订购（计算机和外设不像今天一样一起出售）。不是所有的销售人员都是技术专家，所以经常会发生客户买了硬件但没有合适的电缆、买了打印机但没有合适的驱动、买了处理器却没有合适的语言芯片等问题。这些问题会造成延迟发货，以及引起客户们不满以至进行法律诉讼。XCON与销售人员进行交互，在询问一些关键问题之后做出结论并输出合适的计算机配置和订单。
XCON的成功让DEC把XCON重写为XSEL-XCON的一个版本，DEC的销售人员用来帮助客户配置适合他们的VAX机器（所以他们不会错买了过高或过低的配置）。但机器的放置问题和配置是由另一套名为XSITE的专家系统处理的。
McDermott在1980年写的关于R1的论文赢得了1999年美国人工智能协会的经典论文奖。传奇性的是，R1的名字来自于McDermott。据说他写过"Three years ago I wanted to be a knowledge engineer, and today I are one"（“三年前我想成为一位知识工程师，今天我成了”）。

## 引用
- The AI Business: The commercial uses of artificial intelligence, ed. Patrick Winston and Karen A. Prendergast. ISBN 0-262-73077-4